# Château de Lewes
Pour les articles homonymes, voir Lewes (homonymie).
Le château de Lewes se trouve sur le plus haut point de la ville de Lewes, dans le comté du Sussex de l'Est en Angleterre. Il est bâti sur un monticule artificiel en craie. Son nom originel est château de Bray.

## Histoire
La première fortification sur le site était en bois avant d'être remplacée par la pierre. Le château est un exemple inhabituel de motte castrale en ce qu’il a deux mottes. C'est un des deux seuls du pays, l'autre étant le château de Lincoln. La barbacane est un exemple particulièrement typique de cette fonction.
Il a été construit en 1069 par  Guillaume Ier de Warenne, le 1er comte de Surrey, beau-frère de Guillaume le Conquérant. William de Warenne et ses descendants avaient aussi des propriétés et ont construit le château de Reigate (en), le château de Sandal et le château de Conisbrough. Quand le 7e et dernier comte de Warenne est mort en 1347, il a été enterré dans le Prieuré de Lewes. Son titre est passé à son neveu Richard FitzAlan qui était aussi le comte d'Arundel.

## Aujourd'hui
Le château a appartenu à la Société Archéologique du Sussex, depuis 1846. Les billets sont vendus de la Maison de la barbacane qui est juste en face de la porte d'entrée.
Des événements divers ont lieu au château, y compris des jeux annuels, des fêtes pour les enfants et des mariages.

## Source
- (en) Cet article est partiellement ou en totalité issu de l’article de Wikipédia en anglais intitulé « Lewes Castle » (voir la liste des auteurs).